# Únik dat z Ashley Madison
Únik dat z Ashley Madison byla událost v červenci roku 2015, kdy do té doby neznámá skupina hackerů napadla seznamovací portál Ashley Madison, komerční webovou stránku pro lidi hledající mimomanželské poměry. Hackerská skupina, nazývající se „The Impact Team“ tvrdila, že získala všechna uživatelská data a vyhrožovala, že tyto osobní údaje zveřejní, jestliže nebude webová stránka okamžitě vypnuta. V srpnu toho roku ke zveřejnění uživatelských dat skutečně došlo.
Kvůli politice společnosti o zachovávání všech uživatelských dat včetně celých jmen, adres, vyhledávací historie a záznamů kreditních karet se (bývalí) uživatelé báli veřejného pranýřování.

## Časová osa útoku
The Impact Team oznámil provedení útoku 15. července 2015 a vyhrožoval zveřejněním identit uživatelů Ashley Madison, jestliže její mateřská firma, společnost Avid Life Media, nevypne inkriminovanou stránku a její sesterskou stránku, Established Men.
Dne 20. července 2015 se na stránkách Ashley Madison objevila tři tisková hlášení oznamující průnik. V ten den také utichl jinak velmi aktivní twitterový účet, spojený s touto stránkou a od té doby se omezil jen na publikování dalších hlášení. V jednom z prvních tiskových prohlášení se říká: „V současné době jsme byli schopni zabezpečit naše webové aplikace a uzavřít veškeré neautorizované přístupové body. Spolupracujeme s donucovacími orgány, které v současnosti vyšetřují tento trestný čin. Všichni zodpovědní za tento čin kyberterorismu budou hnáni k zodpovědnosti. Díky Digital Millennium Copyright Act (DMCA) se našemu týmu podařilo odstranit všechny zveřejněné články na toto téma i identifikační údaje našich uživatelů.“ Společnost také zrušila poplatek za smazání účtu.
Dne 21. července hackeři uveřejnili 2500 záznamů o zákaznících, ačkoliv mluvčí stránky Ashley madison to popřel a tvrdil, že byla zveřejněna pouze dvě jména.
Dne 18. srpna 2015 The Impact Team zveřejnil celou databázi na stránku v rámci Dark Web, která je přístupná pouze skrze skryté služby anonymní sítě (Tor) společně s odkazem na archivovaný bitTorrentový soubor obsahující téměř deset gigabajtů dat. Po rozbalení tohoto archivu má databáze téměř šedesát GB dat. Experti potvrdili validitu tohoto souboru a data byla kryptograficky podepsaná veřejným PGP klíčem. Ve zprávě spojené s uveřejněním dat skupina hackerů obvinila společnost Avid Life Media z podvodných praktik: „Ukázali jsme podvody, zákeřnosti a hloupost ALM a jejích členů. Teď mohou všichni vidět jejich data... Smůla ALM, slíbili jste bezpečnost, ale nebyli jste schopní slib dodržet.“
V odpovědi Ashley Madison uveřejnila zprávu na svých stránkách, ve které stojí, že společnost spolupracuje s autoritami na vyšetřování. Firma také odsoudila hackery s tím, že nejsou „hacktivisté“ ale prostí kriminálníci. „Jde o trestný čin vůči jednotlivým členům AshleyMadison.com, stejně jako proti všem volnomyšlenkářským jedincům, kteří chtějí na webu provozovat plně zákonné aktivity. Kriminálník, nebo kriminálníci, zapojení do tohoto činu se pasovali do role samozvaných morálních soudců, poroty i popravčího, kteří považovali vhodné soudit podle svých morálních zásad celou společnost. Nebudeme nečinně sedět a sledovat jak si tito zločinci vynucují svou osobní ideologii na občanech po celém světě.“
Druhý, větší balík dat byl vypuštěn 20. srpna. Tento soubor, který měl při komprimaci téměř 13GB, se skládal především ze soukromých emailů, a to včetně komunikace samotného Noela Bidermana, výkonného ředitele Avid Life Media.

## Hesla
Analýza hesel prokázala, že nejčastěji používanými hesly jsou „123456“ a „password“.

## Mravní debata
Po uveřejnění hacku, skupiny bdělých veřejných ochránců morálky prochází data a hledají známé osobnosti, aby je mohli veřejně ponížit. V databázi bylo nalezeno několik tisíc emailů z domén .mil a .gov, vyhrazených pro armádu spojených států a americké úředníky, případně politiky.
Mnoho obránců internetového soukromí debatovalo o etice médií, která zveřejnila data známých osobností. Několik komentátorů přirovnalo tento únik k úniku fotek celebrit z roku 2014.